# NHK 목요일 시대극
NHK 목요일 시대극은 NHK 종합 텔레비전의 시대극을 방송하는 프로그램 시간대.

## 방송 작품

### 대중 명작좌 (1965년)
- 닌교 사시치 포물장(1965년 4월 - 1966년 4월)

### 금요일 시대극 (1966 - 1977년)
- 오오카 정담 이케다 다이스케 포물장(1966년 4월 - 1967년 3월)
- 분고 포물회도(1967년 4월 - 1968년 10월)
- 개화탐정장(1968년 11월 - 1969년 10월)
- 구라마텐구(1969년 10월 - 1970년 10월)
- 남자는 담력(1970년 10월 - 1971년 10월)
- 천하 미안(1971년 10월 - 1972년 10월)
- 붉은 수염(1972년 10월 - 1973년 9월)
- 천하당당(1973년 10월 - 1974년 9월)
- 뒤돌아 쓰루키치(1974년 10월 - 1975년 10월)
- 나루토 비첩(1977년 4월 - 1978년 3월)

### 수요일 시대극 (1978 - 1983년)
- 조필 우사부로(1978년 4월 - 12월)
- 일본암굴왕(1979년 1월 - 6월)
- 바람의 하야토(1979년 8월 - 1980년 4월)
- 풍신의 문(1980년 4월 - 10월)
- 온주쿠 카와세미(1980년 10월 - 1981년 3월)
- 생명 비레 아연(1981년 4월 - 10월)
- 나니와 겐조 사건장(1981년 10월 - 1982년 4월)
- 다치바나 노보루 청춘 비망록(1982년 4월 - 9월)
- 온주쿠 카와세미(1982년 10월 - 1983년 4월)
- 미부의 연가(1983년 4월 - 10월)
- 신·나니와 겐조 사건장(1983년 11월 - 1984년 3월)
- 비이도로에서 이렇게~나가사키야 꿈 일기(1990년 4월 - 7월)

### 금요일 시대극(1991 - 1999년)
- 빨간 두건 쾌도 난마(1991년 4월 - 8월)
- 지카마쓰 청춘 일기(1991년 9월 - 11월)
- 팔에 기억해 있고(1992년 4월 - 6월)
- 팔에 기억해 있고2(1992년 9월 - 11월)
- 팔에 기억해 있고3(1993년 1월 - 3월)
- 세이자에몽 잔일록(1993년 4월 - 7월)
- 송골매 신파치 어용장(1993년 9월 - 1994년 3월)
- 오에도 풍운전(1994년 4월 - 7월)
- 전국 무사의 유급 휴가(1994년 8월 - 9월)
- 도도키 한스이 사건첩(1994년 9월 - 1995년 3월)
- 호비키노 타쓰 포자장(1995년 3월 - 8월)
- 도랸세~후카가와 인정 미오대로(1995년 9월 - 1996년 3월)
- 유메고요미 나가사키 봉행(1996년 3월 - 9월)
- 하늘 개여 야주로(1996년 9월 - 1997년 3월)
- 신·한시치 포물장(1997년 4월 - 8월)
- 데라코야 꿈 지남(1997년 9월 - 1998년 3월)
- 물서 동심 졸고 몬조(1998년 4월 - 9월)
- 신·팔에 기억해 있고(1998년 9월 - 1999년 3월)
- 조이고 교자부로(1999년 4월 - 9월)
- 스킷과 잇신타스케(1999년 9월 - 2000년 3월)

### 시대극 로맨스 (2000년)
- 이현금(2000년 3월 - 7월)
- 야나기바시 모정(2000년 8월 - 12월)
- 후지사와 슈헤이의 인정 가을비 거리(2001년 1월 - 3월)

### 금요일 시대극 (2001 - 2005년)
- 오토세(2001년 4월 - 6월)
- 모시치의 사건부 이상한 초지(2001년 6월 - 9월)
- 야마다 후타로 카라쿠리 사건첩(2001년 9월 - 11월)
- 5판의 동백꽃(2001년 11월 - 12월）
- 도망(2002년 1월 - 2월)
- 히라이와 유미의 오미야(2002년 4월 - 5월)
- 모시치의 사건부 신 이상한 초지(2002년 6월 - 9월)
- 봄이왔다(2002년 9월 - 11월)
- 은든지 기쿠타로~쿄·공사숙 사건장~(2002년 11월 - 12월)
- 인정 보냅니다~에도·아가씨 비각~(2003년 1월 - 3월)
- 온주쿠 카와세미(2003년 4월 - 5월)
- 유령 빌려줍니다(2003년 6월 - 7월)
- 모시치의 사건부3 이상한 초지(2003년 7월 - 8월)
- 매미 가을비(2003년 8월 - 10월)
- 굴러 오긴~아버지 딸 구토 치노에도 일기~(2003년 10월 - 12월)
- 은든지 기쿠타로2~쿄·공사숙 사건장~(2004년 1월 - 2월)
- 모시치의 사건부 셀렉션(2004년 2월 - 3월)
- 온주쿠 카와세미~제2장~(2004년 4월 - 7월)
- 게이지로 툇마루 일기(2004년 8월 - 10월)
- 최후의 추신구라(2004년 11월 - 12월)
- 하나오카 세이슈의 아내(2005년 1월 - 3월)
- 야규 쥬베이 7번승부(2005년 4월 - 5월)
- 온주쿠 카와세미~제3장~(2005년 5월 - 8월)
- 비밀 칼 말 뼈다귀(2005년 8월 - 9월)
- 게이지로 툇마루 일기2(2005년 10월 - 12월)
- 이즈모노 오쿠니(2006년 1월 - 2월)
- 야규 쥬베이 7번승부 （재방송）(2006년 2월 - 3월)

### 목요일 시대극(2006 - 2007년)
- 야규 쥬베이 칠번승부 시마바라의 난(2006년 4월 - 5월)
- 지로초 짊어지고 후지(2006년 6월 - 8월)
- 작은 코베~젊은 동량과 구명의 자식~(2006년 9월 - 10월)
- 게이지로 툇마루 일기3(2006년 10월 - 12월)
- 신 은든지 키쿠타로~교토 공사숙소 사건첩~(2007년 1월 - 3월)
- 다시 또 종료한지 정주전~막말 이름 봉행 오구리 코즈케노스케~(2007년 3월)
- 야규 쥬베이 칠번승부 마지막 싸움(2007년 4월 - 5월)
- 하운 오르지(2007년 6月 - 7月)
- 아지랑이의 갈림길~졸고 이와네 에도 조시~(2007년 7월 - 10월)
- 바람의 끝(2007년 10月 - 12月)
- 신센구미!! 히지카타 도시 최후의 하루(2007년 12월)
- 쿠라마 텐구(2008년 1월 - 3월)

### 토요일 시대극(2008 - 2010년)
- 오토코마에!(2008년 4월 - 7월)
- 아지랑이의 갈림길2~졸고 이와네 에도 조시~(2008년 9월 - 11월)
- 나니와의 꽃 ~ 오가타 코안 사건장~（2009년 1월 - 3월)
- 아지랑이의 갈림길3~졸고 이와네 에도 조시~(2009년 4월 - 8월)
- 오토코마에!2(2009년 9월 - 12월)
- 사쿠야 코노 하나(2010년 1월 - 3월)
- 똑바로~가마쿠라 강변 포물공~(2010년 4월 - 8월)
- 가츠라 지즈루 진료 일록(2010년 9월 - 12월)
- 은밀팔백팔거리(2011년 1월 - 3월)

### 목요일 시대극(2013년 9월 - 2016년 3월)
- 아사키 꿈꾸는~야채 가게 오시치 이문 (2013년 9월 19일 - 11월 21일)[1]
- 네즈미, 에도가 달리는 (2014년 1월 9일 - 3월 20일)[2]
- 은이관 (2014년 4월 10일 - 6월 5일)[3]
- 요시하라 뒤에서 동심 (2014년 6월 26일 - 9월 18일)[4]
- 얼간이 (2014년 10월 16일 - 12월 18일)[5]
- 바람의 고개~은한의 부~（2015년 1월 15일 - 2월 19일）[6]
- 가부키모노 케이지(2015년 4월 9일 - 6월 18일)[7]
- 만마코토~마노스케 재정장부~(2015년 7월 16일 - 10월 1일)[8][9]
- 얼간이2(2015년 10월 22일 - 12월 3일)[10]
- 치카에몽(2016년 1월 14일 - )[11]
- 네즈미, 에도가 달리는2 (2016년 4월 14일 - 6월 2일)

### 토요일 시대극(2016년 5월 - 2017년 2월)
- 추신구라의 사랑~48번째 충신~(2016년 9월 24일 - 2017년 2월 25일)[12]

### 토요일 시대 드라마 (2017년 5월 - )
- 정성을 다해 요리첩(2017년 5월 13일 - 7월 8일)
- 엣짱(2017년 7월 15일 - 9월 16일)
- 아시걸(2017년 9월 23일 - 12월 16일)
- 주판 사무라이 바람의 이치베에(2018년 5월 19일 - 7월 21일)
- 누케마이루~여자 세명 신궁 참배(2018년 10월 27일 - 12월 22일）
- 막말 미식가 무사 밥! 2(2019년 1월 19일 - 3월 9일)
- 쿠로기리 니자에몽 1 & 2(2019년 4월 6일 - 7월 20일)
- 코키치의 아내(2019년 7월 27일 - 9월 21일)
- 대부호 도신(2019년 10월 5일 - 2020년 1월 11일)
- 달개비풀 나나의 검(2020년 1월 25일 - 3월 21일)
- 쿠로기리 니자에몽 3 & 4(2020년 4월 11일 - 진행 중)